# 第71回日本選手権競輪
第71回日本選手権競輪（だい71かいにほんせんしゅけんけいりん）は、2017年5月2日から7日まで、京王閣競輪場にて開催された、競輪のGI競走である。優勝賞金6,500万円。

## 決勝戦

### 競走成績
- 5月7日（日） 16:30 第11レース[1]
- 誘導員…柴田洋輔（東京）[2][3][4][5]

| 着 | 車番 | 選手     | 登録地 | 級 班 | 着差     | 決まり手 | 上がり (秒) | H/B | 特記 |
| -- | ---- | -------- | ------ | ----- | -------- | -------- | ----------- | --- | ---- |
| 1  | 2    | 三谷竜生 | 奈良   | S1    |          | 差し     | 11.5        |     |      |
| 2  | 8    | 桑原大志 | 山口   | S1    | 1車身    | マーク   | 11.5        |     |      |
| 3  | 9    | 浅井康太 | 三重   | SS    | 1/4車輪  |          | 11.8        | S   |      |
| 4  | 5    | 武田豊樹 | 茨城   | SS    | 1/4車輪  |          | 11.3        |     |      |
| 5  | 7    | 深谷知広 | 愛知   | S1    | 1車輪    |          | 11.9        | HB  |      |
| 6  | 1    | 平原康多 | 埼玉   | SS    | 1車身1/2 |          | 11.6        |     |      |
| 7  | 6    | 守澤太志 | 秋田   | S1    | 3車身    |          | 11.5        |     |      |
| 8  | 3    | 園田匠   | 福岡   | S1    | 1/2車輪  |          | 11.5        |     |      |
| 9  | 4    | 山田英明 | 佐賀   | S1    | 大差     |          | 13.8        |     |      |

### 配当金額
| 2=6 | 2,160円 |  |

| 2=8=9 | 15,570円 |  |

| 2-6 | 4,800円 |  |

| 2-8-9 | 87,810円 |  |

| 2=8 | 6,610円 |  |

| 2=8 | 2,240円 |  |
| 2=9 | 1,040円 |  |
| 8=9 | 2,910円 |  |

| 2-8 | 11,490円 |  |

### レース概要
深谷の先行。山田との5番手併走をしのいだ平原が、最終3コーナーから捲ろうとするが不発。番手発進した浅井を制して、3番手位置キープで4コーナーから追い込み勝負をした三谷が、GI初制覇をダービーで果たした。三谷マークの桑原2着。浅井が3着。平原は6着で、昨年の競輪祭からのGI3連覇は果たせず。

## 特記事項
- 京王閣競輪場での日本選手権競輪開催は、新田祐大が優勝した第68回（2015年3月）以来2年ぶり2回目。

- 今大会に際してプロ野球の東京ヤクルトスワローズとコラボレーション。4月12日のヤクルトvs中日戦（神宮球場）は「東京オーヴァル京王閣スペシャルナイター」と銘打った。また本場では、6日間オリジナルパッケージのベビースターラーメンと共にヤクルトを先着配布[7][8][9]。7日の最終日にはチームマスコット、つば九郎も来場し、優勝者への花束贈呈も担当した[10][11]。

- 決勝戦の地上波中継はテレビ東京《TXN系列6局ネット》[12][13]。司会は須黒清華アナ、解説は中野浩一、実況は板垣龍佑アナが担当。

- 目標は155億円だったが、総売上は146億2065万8800円となった[14][15][16]。

### 競走データ
- 西川親幸が、鈴木誠と並ぶ日本選手権競輪連続26回出場を達成（タイ記録）[17]。

- グランドスラムに最も近い山崎芳仁は準決勝で敗退した。

- 決勝メンバー中、山田英明、守澤太志、桑原大志の3人が今回がGI初優出となった[18]（守澤・桑原は準決勝も初[19]）。

- 三谷竜生はこれまでGIIのみならずGIIIでも優勝経験がなく、今大会の優勝が自身初のグレードレース制覇でもあった。